# Dudleya anthonyi
Dudleya anthonyi es una especie de planta suculenta perteneciente a la familia de las crasuláceas.

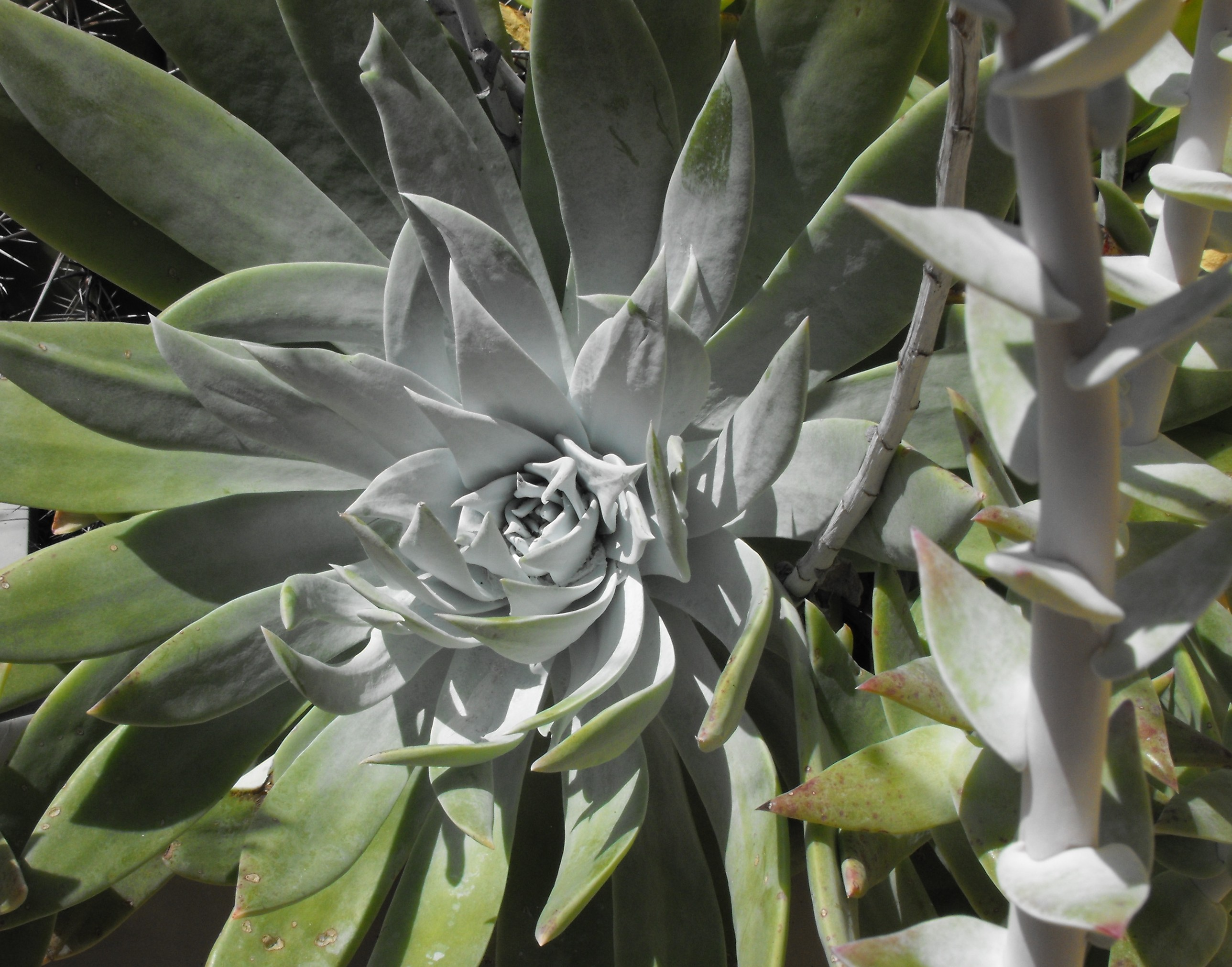
Detalle de la planta

## Distribución y Hábitat
Dudleya anthonyi es nativa  de México en el norte de Baja California e islas de cercanas interiores.

## Descripción
Es una planta suculenta  con una ancha roseta de 50 cm de diámetro, sobre un tallo de más de 60 cm de largo y hasta 8 cm de diámetro o más.

## Cultivos
Necesidades de riego: Necesidades de buen drenaje, mantener seco en verano. 

## Taxonomía
Dudleya anthonyi fue descrita por Britton & Rose y publicado en New or Noteworthy North American Crassulaceae 12–28. 1903.
Etimología
Dudleya: nombre genérico que fue nombrado en honor de William Russell Dudley, el primer director del departamento de botánica de la Universidad de Stanford.
anthonyi: epíteto
Sinonimia:
- Cotyledon anthonyi,
- Echeveria anthonyi[2][3]